# John de Chastelain
John de Chastelain CC CMM CH CD (* 30. Juli 1937 in Bukarest, Königreich Rumänien) ist ein kanadischer Diplomat und Soldat.

## Leben
De Chastelain ist der Sohn von Alfred Gardyne de Chastelain, einem schottischen Ölingenieur und Marion de Chastelain, einer Amerikanerin. Er wuchs in England und Schottland auf und besuchte das Fettes College. 1954 wanderte die Familie nach Kanada aus. Nach seinem Abschluss 1955 kam er nach.
Im September 1956 begann er ein vierjähriges Studium der Geschichte am Royal Military College of Canada. 1962 wurde John de Chastelain eingebürgert. Zwischen 1977 und 1980 war er Commandant des Royal Military College of Canada. 1989 wurde er Chief of the Defence Staff von Kanada und General. Zwischen 1993 und 1994 war de Chastelain kanadischer Botschafter in den USA und gehörte in dieser Zeit den Reservisten an. Kurz nach der Wahl von Jean Chrétien wurde er in die regulären Streitkräfte zurückgerufen und wurde erneut Chef des Verteidigungsstabs. 1995 wurde er pensioniert.
Seit November 1995 ist de Chastelain am nordirischen Friedensprozess beteiligt und war von 1997 bis 2011 Vorsitzender der Independent International Commission on Decommissioning, die für die Sicherstellung der Stilllegung von Waffen paramilitärischer Gruppen in Nordirland zuständig war. Als Teil des Karfreitagsabkommens wurde ein unabhängiger neutraler Gutachter ausgewählt, der die Abrüstung paramilitärischer Waffen der Republikaner und Loyalisten in Nordirland überwacht.

## Ehrungen
1985 wurde de Chastelain zum Commander des Order of Military Merit und 1991 zum Commander des Order of St. John ernannt. 1993 erhielt er die Commendation Medal of Merit and Honor of Greece und wurde zum Officer of the Order of Canada ernannt. 1995 wurde er zum Commandeur der Legion of Merit (USA) ernannt. 1999 wurde er zum Companion of Honor ernannt und 2014 zum Companion of the Order of Canada befördert. Außerdem ist er Inhaber von zehn Ehrendoktorwürden.